# سیلیی پتی
سیلیی پتی (به انگلیسی: Selai Pattai) یک منطقهٔ مسکونی در پاکستان است که در خیبر پختونخوا واقع شده‌است.